# Anders Wadman

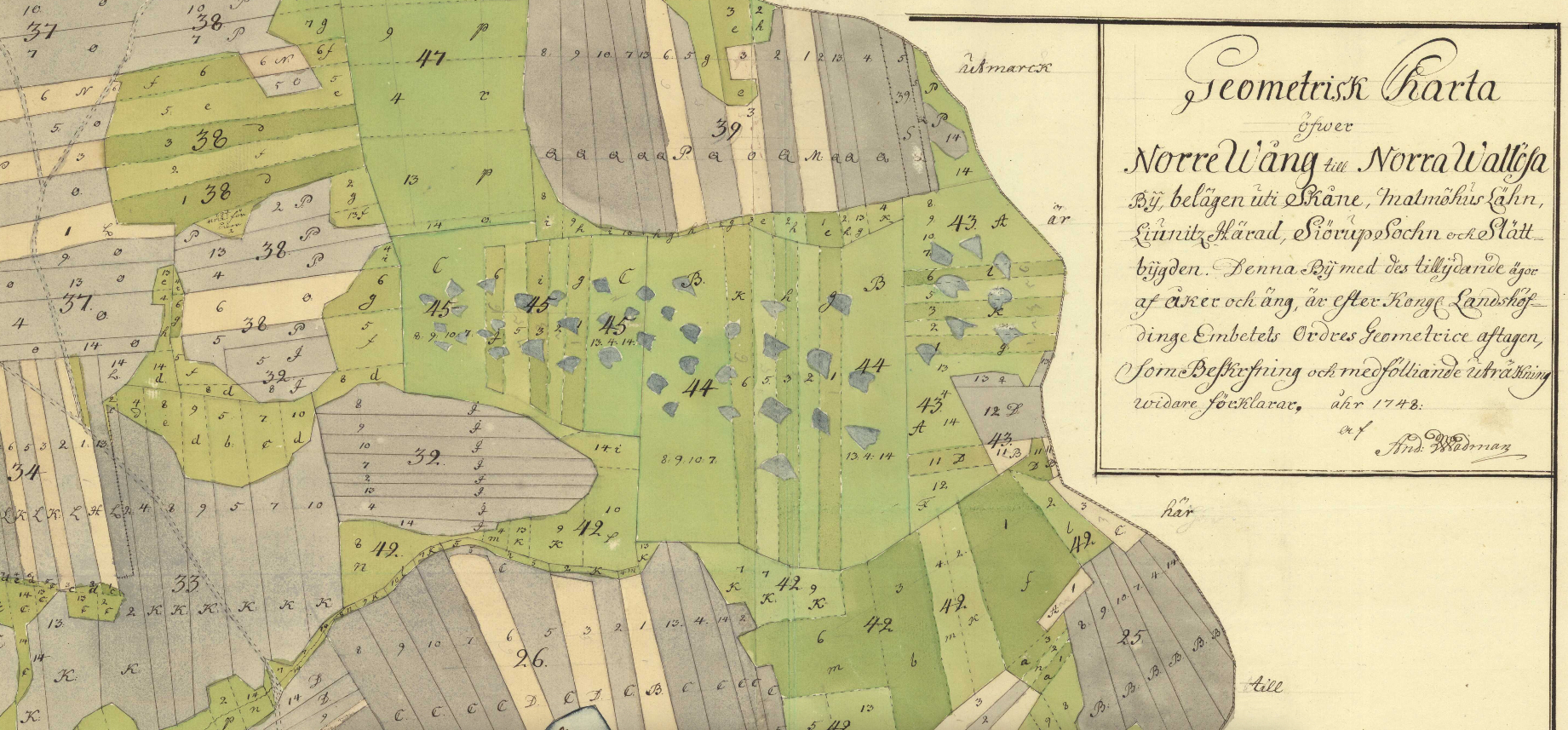
Utsnitt av lantmäterikarta över Norra Vallösa by i Sjörups socken av Anders Wadman år 1748

Anders Wadman, död 1751, var en svensk lantmätare. Han tog examen 1725 (?), var extra ordinarie 1727 och ordinarie lantmätare 1738 i Malmöhus län. 
Wadman var bland annat verksam i Ljunits härad i Skåne, där han mätte upp och beskrev  Balkåkra (år 1745), Marsvinsholm, Rynge och Snårestad (år 1746) och Katslösa (år 1747). Sjörups socken: Norra Vallösa (år 1748) och Sjörup (1748). (Södra) Villie socken: Trunnerup (år 1749) och Beden (1750) .
Han var gift med Sara Prytz. Från år 1733 fram till sin död var han mantalsskriven i Mammarp i Gråmanstorps socken (Klippan). Sonen Nils Adolf Wadman, kyrkoherde i Tvings församling, var fader till skalden Johan Anders Wadman.